# Smile (zespół muzyczny)
Smile – brytyjski zespół rockowy, który tworzyli: Tim Staffell i późniejsi członkowie Queen, Roger Taylor i Brian May.
W 1968 grupę założyli studenci londyńskiego Imperial College: gitarzysta Brian May oraz wokalista i basista Tim Staffel. Na ich ogłoszenie o poszukiwaniach perkusisty w stylu Gingera Baker'a (Cream), odpowiedział student medycyny Roger Taylor. Po przesłuchaniu dołączył do grupy, którą nazwali Smile.
W 1969 podpisali kontrakt z Mercury Records i w tym samym roku po raz pierwszy skorzystali ze studia (Trident Studio). Staffel uczęszczał do Ealing Art College razem z Freddiem Bulsarą (później Mercury) i przedstawił go reszcie grupy. Bulsara szybko stał się fanem grupy i doradzał jej w różnych sprawach.
Zespół przetrwał dwa lata – do 1970. W tym czasie nagrał sześć utworów, z których tylko dwa ukazały się na singlu („Earth” i „Step on Me”), wydanym jedynie w Stanach Zjednoczonych. Zespół na krótko zawarł kontrakt z firmą Mercury, a producentem ich nagrań był John Anthony. W 1982 roku wydano w Japonii minialbum Getting Smile, który zawierał wszystkie utwory zespołu.
Po odejściu Staffela do Humpy Bong i dołączeniu Freddiego Mercury grupa przekształciła się w zespół Queen.
W roku 1992 odbył się koncert „Smile – reunion  Live at the Marquee Club”.

## Utwory
- „Earth” (Staffell)
- „Step On Me” (Staffell/May)
- „Doin' Alright" (Staffell/May)
- „Blag” (Taylor)
- „Polar Bear” (May)
- „Silver Salmon” (Staffell)
- „See What A Fool I've Been” (May, na podstawie utworu „That's How I Feel” Sonny’ego Terry’ego i Brownie McGhee'a)
- „If I Were A Carpenter” (Hardin, cover grany na żywo)
- „April Lady” (Lucas, utwór zaproponowany przez Mercury Records podczas drugiej sesji nagraniowej)

Zespół, już jako Queen, nagrał utwór „Doin' Alright” ponownie i zamieścił go na swoim pierwszym albumie, Queen. Queen nagrał też lub wykonywał na żywo własne wersje (z wokalem Mercury’ego) „Polar Bear”, „Silver Salmon” i „See What A Fool I've Been” (ten ostatni utwór został wydany na stronie B singla „Seven Seas of Rhye”, a także jako bonusowa ścieżka na wznowionym wydaniu albumu Queen II). Natomiast solo gitarowe z „Blag” niemal bez zmian zostało wykorzystane w utworze „Brighton Rock”.